# Scott Thorpe
Scott Thorpe é um inventor e escritor estadunidense.
Autor do livro Pense como Einstein, começou a descobrir seu gênio construindo foguetes e cargueiros espacias quando ainda era um aluno do colegial. Cansado disso, ele passou a projetar robôs, simuladores de vôo, semicondutores, computadores e equipamentos médicos, chegando a criar oito importantes produtos para empresas do porte da Intel. Depois de concluir seu MBA na Universidade da Califórnia, em Berkeley, Scott construiu sua carreira escrevendo livros e desenvolvendo novos produtos. Seus projetos mais recentes incluem o Zip drive 250, além de um aparelho para surdez.